# Adriana Lastra
Adriana Lastra Fernández (Ribadesella, 30 marzo 1979) è una politica spagnola.

## Biografia
Lastra è nata a Ribadesella, un comune della regione spagnola delle Asturie. Ha iniziato gli studi di antropologia culturale ma non ha terminato la carriera.
Si unisce al Partito Socialista Operaio Spagnolo all'età di 18 anni e fu nominata Segretaria Generale della Gioventù Socialista delle Asturie l'anno successivo, nel 1999, fino al 2004 quando fu nominata Segretaria per i Movimenti Sociali e le ONG. Tra il 2008 e il 2012 è stata segretaria per la politica locale della Federazione socialista asturiana.
Alle elezioni regionali asturiane del 2007 è stata eletta parlamentare del parlamento delle Asturie e durante tale mandato è stata portavoce del gruppo socialista nel comitato per la presidenza, la giustizia e l'uguaglianza. È stata rieletta alle elezioni regionali 2011 e 2012.
Molto vicina al segretario generale del PSOE nominato nel 2014, Pedro Sánchez, è stata nominata segretaria per la politica locale del Partito. Lastra ha concorso per la prima volta alle elezioni nazionali nel 2015, guidando l'elenco del collegio elettorale delle Asturie del Partito Socialista ed è stata eletta deputata al Congresso dei deputati. È stata rieletta alle elezioni generali del 2016.
Dopo le elezioni generali del 2016, era probabilmente imminente la terza elezione consecutiva e il Segretario generale Sánchez ha proposto al Comitato Federale del PSOE (l'organo esecutivo del Partito) la possibilità di tenere un Congresso straordinario di natura urgente per decidere se dovrebbero consentire al Secondo governo Rajoy o rifiutarlo (la posizione di Sánchez) chiedendo agli elettori. La posizione della maggior parte dei membri del Comitato Federale era di astenersi e consentire a Mariano Rajoy di formare un nuovo governo, respingendo la richiesta di Sánchez e forzando le sue dimissioni. Dopo le sue dimissioni, una Commissione Custode prende il controllo del Partito e Lastra respinge pubblicamente ciò che il Comitato Federale ha fatto.
È stata uno dei sostegni decisivi nella decisione di Pedro Sánchez di partecipare alle elezioni di leadership del 2017 per riconquistare la leadership del PSOE e ha svolto un ruolo essenziale nella campagna del candidato, basata sul rifiuto del progetto ideologico del Partito Popolare e l'importanza delle basi socialiste per recuperare il partito. Dopo che Sánchez è stato rieletto Segretario Generale con oltre il 50% dei voti, si è tenuto il 39º Congresso del PSOE in cui Lastra è stata nominata Vice Segretario Generale diventando il secondo in comando di Sánchez e Vice Portavoce del Gruppo Socialista nel Congresso dei deputati.
Dopo il successo della Mozione di sfiducia al governo di Mariano Rajoy del 2018, Pedro Sánchez è stato eletto Primo Ministro della Spagna e il leader (portavoce) del gruppo socialista al Congresso dei deputati Margarita Robles è stato nominato Ministro della Difesa, promuovendo Lastra in quella posizione, che diventa così la persona più giovane e la terza donna ad occupare questa posizione nella storia del Partito Socialista.